# Észak-londoni derbi

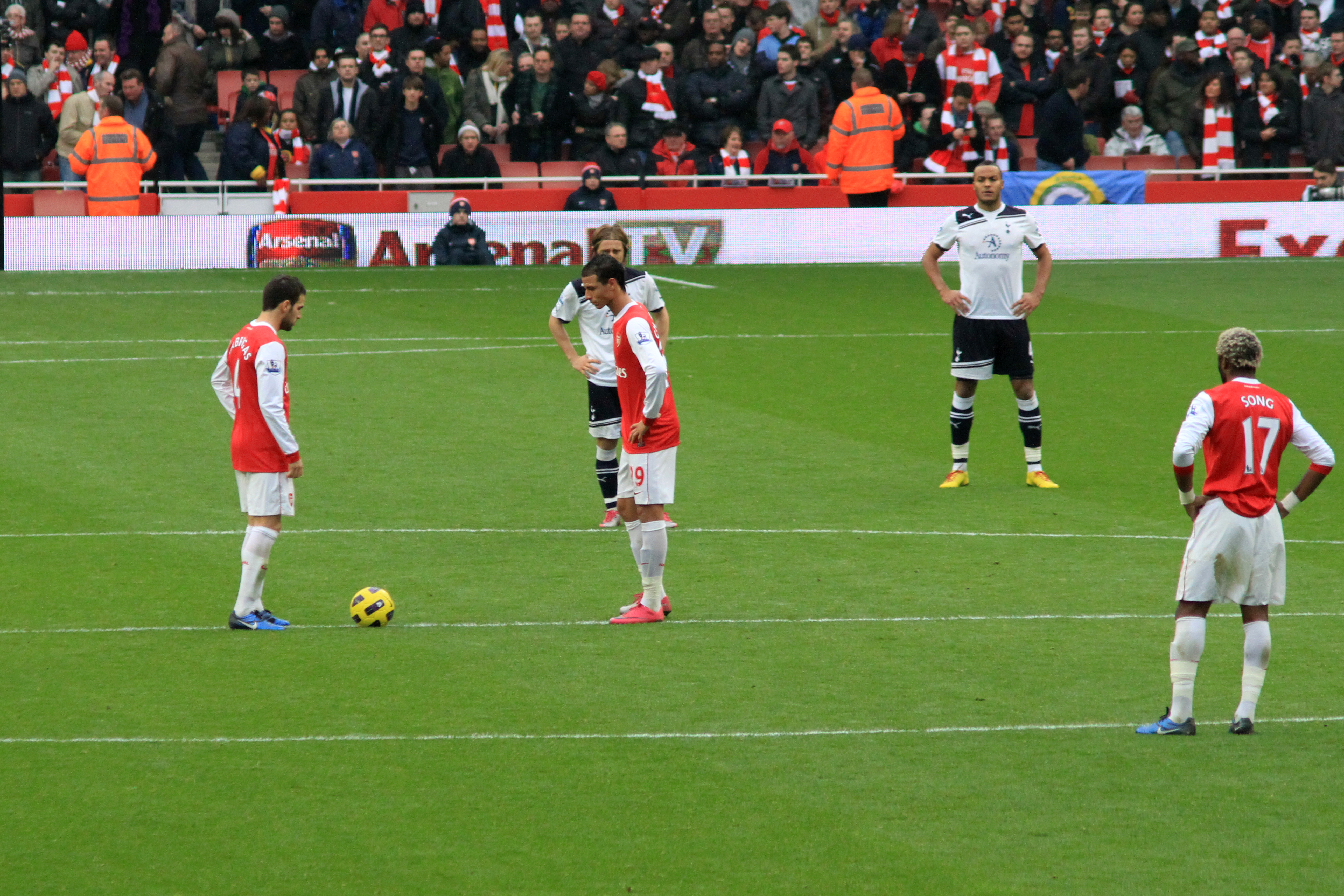
A 2010 novemberében játszott észak-londoni derbi. Az Arsenal a kép készülésének idején 2–0-ra vezetett, de 3–2-re kikapott.

Az észak-londoni derbi az Arsenal és a Tottenham Hotspur angol csapatok közötti rivalizálás. Mindkét csapat szurkolói a másikat tekintik klubjuk legnagyobb riválisának és a derbi a világ egyik leghíresebb és leghevesebb mérkőzése. Ugyan a csapatok először 1887-ben játszottak egymás ellen, a rivalizálásuk nem kezdődött meg 1913-ig, mikor az Arsenal Észak-Londonba költözött. 2021. szeptember 26-ig 190 mérkőzést játszottak egymás ellen, 1909 óta, amelyből 79-et nyert meg az Arsenal, 60-at a Tottenham és 51 végződött döntetlenre. A Football League-be való csatlakozás előtti ütközetek is számítva pedig 204 mérkőzést játszottak, 81 Arsenal-, és 66 Tottenham-győzelemmel.

## Eredmények

### Premier League

#### Arsenal vs Tottenham Hotspur
| Helyszín         | Dátum                | Végeredmény | Hazai gólszerzők                                                    | Vengé gólszerzők                             | Nézőszám |
| ---------------- | -------------------- | ----------- | ------------------------------------------------------------------- | -------------------------------------------- | -------- |
| Highbury Stadion | 1993. május 11.      | 1–3         | Dickov 52'                                                          | Sheringham 39' Hendry 46' 78'                | 26 393   |
| Highbury Stadion | 1993. december 6.    | 1–1         | Wright 65'                                                          | Anderton 25'                                 | 35 669   |
| Highbury Stadion | 1995. április 29.    | 1–1         | Wright 61' (bün.)                                                   | Klinsmann 74'                                | 38 337   |
| Highbury Stadion | 1996. április 15.    | 0–0         |                                                                     |                                              | 38 273   |
| Highbury Stadion | 1996. november 24.   | 3–1         | Wright 28' (bün.) Adams 87' Bergkamp 89'                            | Sinton 57'                                   | 38 264   |
| Highbury Stadion | 1997. augusztus 30.  | 0–0         |                                                                     |                                              | 38 102   |
| Highbury Stadion | 1998. november 14.   | 0–0         |                                                                     |                                              | 38 278   |
| Highbury Stadion | 2000. március 19.    | 2–1         | Armstrong 20' (ö.g.) Henry 45' (bün.)                               | Armstrong 3'                                 | 38 131   |
| Highbury Stadion | 2001. március 31.    | 2–0         | Pires 70' Henry 87'                                                 |                                              | 38 121   |
| Highbury Stadion | 2002. április 6.     | 2–1         | Ljungberg 25' Lauren 86' (bün.)                                     | Sheringham 81' (bün.)                        | 38 186   |
| Highbury Stadion | 2002. november 16.   | 3–0         | Henry 13' Ljungberg 55' Wiltord 71'                                 |                                              | 38 152   |
| Highbury Stadion | 2003. november 8.    | 2–1         | Pires 69' Ljungberg 79'                                             | Anderton 5'                                  | 38 101   |
| Highbury Stadion | 2005. április 25.    | 1–0         | Reyes 22'                                                           |                                              | 38 147   |
| Highbury Stadion | 2006. április 22.    | 1–1         | Henry 84'                                                           | Keane 66'                                    | 38 326   |
| Emirates Stadion | 2006. december 2.    | 3–0         | Adebayor 20' Gilberto 42' (bün.) 72' (bün.)                         |                                              | 60 115   |
| Emirates Stadion | 2007. december 22.   | 2–1         | Adebayor 47' Bendtner 75'                                           | Berbatov 65'                                 | 60 087   |
| Emirates Stadion | 2008. október 29.    | 4–4         | Silvestre 37' Gallas 46 Adebayor 64' van Persie 68'                 | Bentley 13' Bent 65' Jenas 89' Lennon 90+4'  | 60 043   |
| Emirates Stadion | 2009. október 31.    | 3–0         | van Persie 42' 60' Fàbregas 43'                                     |                                              | 60 103   |
| Emirates Stadion | 2010. november 10.   | 2–3         | Nasri 9' as-Samáh 27'                                               | Bale 50' Van der Vaart 67' (bün.) Kaboul 86' | 60 102   |
| Emirates Stadion | 2012. február 26.    | 5–2         | Sagna 40' van Persie 43' Rosický 51' Walcott 65' 68'                | Saha 4' Adebayor 34' (bün.)                  | 60 106   |
| Emirates Stadion | 2012. november 17.   | 5–2         | Mertesacker 24' Podolski 42' Giroud 45+1' Cazorla 60' Walcott 90+1' | Adebayor 10' Bale 71'                        | 60 111   |
| Emirates Stadion | 2013. szeptember 1.  | 1–0         | Giroud 23'                                                          |                                              | 60 071   |
| Emirates Stadion | 2014. szeptember 27. | 1–1         | Oxlade-Chamberlain 74'                                              | Chadli 56'                                   | 59 900   |
| Emirates Stadion | 2015. november 8.    | 1–1         | Gibbs 77'                                                           | Kane 32'                                     | 60 060   |
| Emirates Stadion | 2016. november 6.    | 1–1         | Wimmer 42' (o.g.)                                                   | Kane 51' (bün.)                              | 60 039   |
| Emirates Stadion | 2017. november 18.   | 2–0         | Mustafi 36' Sánchez 41'                                             |                                              | 59 530   |
| Emirates Stadion | 2018. december 2.    | 4–2         | Aubameyang 10' (bün.) 56' Lacazette 74' Torreira 77'                | Dier 30' Kane 34' (bün.)                     | 59 973   |
| Emirates Stadion | 2019. szeptember 1.  | 2–2         | Lacazette 45+1' Aubameyang 71'                                      | Eriksen 10' Kane 40' (bün.)                  | 60 333   |
| Emirates Stadion | 2021. március 14.    | 2–1         | Ødegaard 44' Lacazette 64' (bün.)                                   | Lamela 33'                                   | 0        |
| Emirates Stadion | 2021. szeptember 26. | 3–1         | Smith Rowe 12' Aubameyang 27' Saka 34'                              | Szon 79'                                     | 59 919   |

#### Tottenham Hotspur vs Arsenal
| Helyszín                  | Dátum                | Végeredmény | Hazai gólszerzők                            | Vengé gólszerzők                                                | Nézőszám |
| ------------------------- | -------------------- | ----------- | ------------------------------------------- | --------------------------------------------------------------- | -------- |
| White Hart Lane           | 1992. december 12.   | 1–0         | Allen 20'                                   |                                                                 | 33 707   |
| White Hart Lane           | 1993. augusztus 16.  | 0–1         |                                             | Wright 87'                                                      | 28 355   |
| White Hart Lane           | 1995. január 2.      | 1–0         | Popescu 22'                                 |                                                                 | 28 747   |
| White Hart Lane           | 1995. november 18.   | 2–1         | Sheringham 29' Armstrong 54'                | Bergkamp 14'                                                    | 32 894   |
| White Hart Lane           | 1997. február 15.    | 0–0         |                                             |                                                                 | 33 039   |
| White Hart Lane           | 1997. december 28.   | 1–1         | Nielsen 28'                                 | Parlour 62'                                                     | 29 610   |
| White Hart Lane           | 1999. május 5.       | 1–3         | Anderton 43'                                | Petit 17' Anelka 33' Kanu 85'                                   | 36 019   |
| White Hart Lane           | 1999. november 7.    | 2–1         | Iversen 7' Sherwood 20'                     | Vieira 39'                                                      | 36 085   |
| White Hart Lane           | 2000. december 18.   | 1–1         | Rebrov 31'                                  | Vieira 89'                                                      | 36 062   |
| White Hart Lane           | 2001. november 17.   | 1–1         | Poyet 90'                                   | Pires 81'                                                       | 36 049   |
| White Hart Lane           | 2002. december 15.   | 1–1         | Ziege 11'                                   | Pires 45' (bün.)                                                | 36 076   |
| White Hart Lane           | 2004. április 25.    | 2–2         | Redknapp 62' Keane 90+4' (bün.)             | Vieira 3' Pires 35'                                             | 36 097   |
| White Hart Lane           | 2004. november 13.   | 4–5         | Najbet 36' Defoe 61' King 73' Kanouté 88'   | Henry 45+1' Lauren 55' (bün.) Vieira 60' Ljungberg 69 Pires 81' | 36 095   |
| White Hart Lane           | 2005. október 29.    | 1–1         | King 17'                                    | Pires 77'                                                       | 36 154   |
| White Hart Lane           | 2007. április 21.    | 2–2         | Keane 30' Jenas 90+5'                       | Touré 64' Adebayor 78'                                          | 36 050   |
| White Hart Lane           | 2007. szeptember 15. | 1–3         | Bale 15'                                    | Adebayor 65' 90+4' Fàbregas 80'                                 | 36 053   |
| White Hart Lane           | 2009. február 8.     | 0–0         |                                             |                                                                 | 36 021   |
| White Hart Lane           | 2010. április 14.    | 2–1         | Rose 10' Bale 47'                           | Bendtner 85'                                                    | 36 041   |
| White Hart Lane           | 2011. április 20.    | 3–3         | Van der Vaart 7' 70' (bün.) Huddlestone 44' | Walcott 5' Nasri 12' van Persie 40'                             | 36138    |
| White Hart Lane           | 2011. október 2.     | 2–1         | Van der Vaart 40' Walker 73'                | Ramsey 51'                                                      | 36 274   |
| White Hart Lane           | 2013. március 3.     | 2–1         | Bale 37' Lennon 39'                         | Mertesacker 51'                                                 | 36 170   |
| White Hart Lane           | 2014. március 16.    | 0–1         |                                             | Rosický 2'                                                      | 35 711   |
| White Hart Lane           | 2015. február 7.     | 2–1         | Kane 55' 86'                                | Özil 11'                                                        | 35 659   |
| White Hart Lane           | 2016. március 5.     | 2–2         | Alderweireld 60' Kane 62'                   | Ramsey 39' Sánchez 76'                                          | 35 762   |
| White Hart Lane           | 2017. április 30.    | 2–0         | Alli 55' Kane 58' (bün.)                    |                                                                 | 31 811   |
| Wembley Stadion           | 2018. február 10.    | 1–0         | Kane 49'                                    |                                                                 | 83 222   |
| Wembley Stadion           | 2019. március 2.     | 1–1         | Kane 74' (bün.)                             | Ramsey 16'                                                      | 81 332   |
| Tottenham Hotspur Stadion | 2020. július 12.     | 2–1         | Szon 19' Alderweireld 81'                   | Lacazette 16'                                                   | 0        |
| Tottenham Hotspur Stadion | 2020. december 6.    | 2–0         | Szon 13' Kane 45+1'                         |                                                                 | 2 000    |

#### Legtöbb gól (Premier League)
Játékosok, akik jelenleg is a két klub egyikében játszanak, félkövérrel vannak jelölve.
| Helyezés | Játékos                   | Klub(ok)                   | Gólok |
| -------- | ------------------------- | -------------------------- | ----- |
| 1        | Harry Kane                | Tottenham Hotspur          | 11    |
| 2        | Emmanuel Adebayor         | Arsenal, Tottenham Hotspur | 10    |
| 3        | Robert Pires              | Arsenal                    | 8     |
| 4        | Gareth Bale               | Tottenham Hotspur          | 5     |
| 4        | Thierry Henry             | Arsenal                    | 5     |
| 4        | Robin van Persie          | Arsenal                    | 5     |
| 7        | Pierre-Emerick Aubameyang | Arsenal                    | 4     |
| 7        | Alexandre Lacazette       | Arsenal                    | 4     |
| 7        | Freddie Ljungberg         | Arsenal                    | 4     |
| 7        | Rafael van der Vaart      | Tottenham Hotspur          | 4     |
| 7        | Patrick Vieira            | Arsenal                    | 4     |
| 7        | Theo Walcott              | Arsenal                    | 4     |
| 7        | Ian Wright                | Arsenal                    | 4     |

### Statisztika
Utolsó mérkőzés: 2021. szeptember 26. (1909 óta)
|            | Mérkőzések | Arsenal-győzelmek | Döntetlen | Spurs-győzelmek | Arsenal-gólok | Spurs-gólok |
| ---------- | ---------- | ----------------- | --------- | --------------- | ------------- | ----------- |
| Bajnokság  | 169        | 68                | 47        | 54              | 260           | 228         |
| FA-Kupa    | 6          | 4                 | 0         | 2               | 9             | 5           |
| Ligakupa   | 14         | 7                 | 3         | 4               | 21            | 19          |
| Szuperkupa | 1          | 0                 | 1         | 0               | 0             | 0           |
| Összesen   | 190        | 79                | 51        | 60              | 290           | 252         |

## Játékosok, akik mindkét csapatban játszottak

### Arsenal, majd Tottenham
| Név               | Poz. | Arsenal   | Arsenal | Arsenal | Tottenham | Tottenham | Tottenham |
| Név               | Poz. | Időszak   | Mér.    | Gól     | Időszak   | Mér.      | Gól       |
| ----------------- | ---- | --------- | ------- | ------- | --------- | --------- | --------- |
| Jimmy Brain       | CS   | 1924–31   | 232     | 139     | 1931–35   | 34        | 10        |
| Laurie Brown      | V    | 1961–64   | 109     | 2       | 1964–66   | 65        | 3         |
| David Jenkins     | K    | 1966–68   | 25      | 9       | 1968–70   | 17        | 2         |
| Rohan Ricketts    | K    | 2001–02   | 1       | 0       | 2002–05   | 36        | 2         |
| David Bentley     | K    | 1997–2006 | 8       | 1       | 2008–11   | 41        | 3         |
| William Gallas    | V    | 2006–10   | 101     | 12      | 2010–13   | 61        | 1         |
| Emmanuel Adebayor | CS   | 2006–09   | 143     | 62      | 2011–15   | 106       | 41        |

### Tottenham, majd Arsenal
| Név             | Poz. | Tottenham | Tottenham | Tottenham | Arsenal           | Arsenal | Arsenal |
| Név             | Poz. | Időszak   | Mér.      | Gól       | Időszak           | Mér.    | Gól     |
| --------------- | ---- | --------- | --------- | --------- | ----------------- | ------- | ------- |
| George Hunt     | CS   | 1930–1937 | 198       | 138       | 1937–1938         | 21      | 3       |
| Freddie Cox     | CS   | 1938–1949 | 105       | 18        | 1949–1953         | 94      | 16      |
| Vic Groves      | K    | 1952–1953 | 4         | 3         | 1955–1964         | 201     | 37      |
| Jimmy Robertson | CS   | 1964–1968 | 181       | 31        | 1968–1970         | 59      | 8       |
| Steve Walford   | V    | 1975–1977 | 1         | 1         | 1977–1981         | 98      | 4       |
| Willie Young    | V    | 1975–1977 | 64        | 4         | 1977–1981         | 237     | 19      |
| Pat Jennings    | KP   | 1964–1977 | 590       | 1         | 1977–1985         | 327     | 0       |
| Sol Campbell    | V    | 1992–2001 | 315       | 15        | 2001–2006 és 2010 | 197     | 11      |

Forrás: 

### Játékosok, akik mindkét csapatban játszottak a derbin
| Név | Arsenalban | Tottenhamben |
| --- | ---------- | ------------ |
| Laurie Brown | 4          | 3            |
| Sol Campbell | 8          | 13           |
| David Jenkins | 2          | 1            |
| Pat Jennings | 9          | 23           |
| Jimmy Robertson | 1          | 8            |
| Willie Young | 8          | 3            |
| William Gallas | 6          | 2            |
| Emmanuel Adebayor | 9          | 4            |
| Jegyzet: Jimmy Robertson és Emmanuel Adebayor az egyetlen játékosok, akik mindkét csapat színeiben lőttek gólt a derbin. |            |              |

## Díjak
Legutóbbi kupagyőzelem: 2021. május 14.
| Nemzeti bajnokság/kupa          | Arsenal | Tottenham Hotspur |
| ------------------------------- | ------- | ----------------- |
| First Division / Premier League | 13      | 2                 |
| FA-Kupa                         | 14      | 8                 |
| Ligakupa                        | 2       | 4                 |
| SZuperkupa                      | 16      | 7                 |
| Összesen                        | 46      | 21                |

| Európai kupa              | Arsenal | Tottenham Hotspur |
| ------------------------- | ------- | ----------------- |
| UEFA Kupagyőztesek Kupája | 1       | 1                 |
| UEFA Kupa / Európa-liga   | 0       | 2                 |
| Összesen                  | 1       | 3                 |